# Týnec nad Sázavou
Týnec nad Sázavou é uma cidade checa localizada na região da Boêmia Central, distrito de Benešov.